# Calcio Catania 2008-2009
Questa pagina raccoglie i dati riguardanti il Calcio Catania nelle competizioni ufficiali della stagione 2008-2009.

## Stagione
Con Walter Zenga confermato in panchina, il Calcio Catania inizia bene la stagione arrivando a toccare il primo posto in classifica per qualche ora alla 7ª giornata, con 14 punti. I risultati arrivano quasi sempre in casa, al Massimino, e non mancano risultati di prestigio, ad esempio nel derby siciliano contro il Palermo (2-0) e contro la Roma (3-2); rilevante anche la vittoria conquistata contro il Torino alla 12ª giornata per 3-2, che rappresenta la centesima vittoria del Catania in Serie A Fuori casa, invece, continuano le difficoltà già intraviste la scorsa stagione, tanto che alla fine del girone d'andata il Catania riesce a collezionare solamente 3 punti in trasferta. Tuttavia, grazie ai 22 punti raccolti in casa, il Catania al giro di boa si trova all'undicesimo posto a 25 punti, +10 dalla zona retrocessione. Nel mercato di gennaio si interviene nelle fasce difensive: vengono ceduti Gennaro Sardo e Rocco Sabato e arrivano in prestito con diritto di riscatto Ciro Capuano dal Palermo e l'ex Under-21 Alessandro Potenza dal Genoa (in comproprietà).
Nel girone di ritorno, dopo aver inizialmente attraversato il momento peggiore del campionato (2 punti in 6 partite tra gennaio e febbraio ed eliminazione in Coppa Italia ad opera della Juventus), il Catania si allontana definitivamente dalla zona retrocessione con due vittorie consecutive contro Reggina e Palermo, con quest'ultima che, conseguita al Barbera di Palermo con il risultato storico di 0-4, permise al Catania di ritrovare la vittoria in trasferta dopo 33 turni e stabilire il record di gol di scarto realizzati in una partita fuori casa. A questi numeri si aggiunge il capolavoro di Giuseppe Mascara, che con un pallonetto scagliato da centrocampo realizza uno dei gol più belli della stagione 2008-2009 ed entra di diritto nel ristretto novero di calciatori che sono riusciti in questo capolavoro balistico
La salvezza matematica arriva alla 35ª giornata con tre turni d'anticipo, nonostante la sconfitta casalinga contro la Fiorentina. La domenica successiva, battendo il Napoli in casa, il Catania festeggia un altro record, quello dei punti conquistati in Serie A (43) da quando la vittoria è premiata con tre punti, superando il precedente record di 41 punti della stagione 2006-2007 Al termine di questa gara, il tecnico Walter Zenga annuncia l'addio alla società. al suo posto viene ingaggiato Gianluca Atzori

## Divise e sponsor
Lo sponsor tecnico per la stagione 2008-2009 è Legea, mentre lo sponsor ufficiale è SP Energia Siciliana. Il secondo sponsor, presente sulle maglie al di sotto dello sponsor principale, è la Provincia di Catania. Il logo della squadra è al centro del petto, fra lo sponsor tecnico e quello principale.
La divisa casalinga presenta una maglia con quattro strisce rosse e quattro azzurre. L'attaccatura delle maniche e il girocollo sono azzurri. Le maniche sono a strisce rosso-azzurre. I calzoncini sono azzurri con banda laterale e inferiore rossa, e i calzettoni sono bianchi con due bande rosso-azzurre sulla sommità. I numeri e i nomi sul dorso della maglia sono bianchi; il numero sui pantaloncini, sempre bianco, è sulla gamba sinistra.
La divisa da trasferta presenta maglia, pantaloncini e calzettoni con colore principale bianco. La maglia presenta una banda diagonale rosso-azzurra, la manica destra presenta un bordo azzurro, quella sinistra un bordo rosso e il girocollo invece è rosso-azzurro. I pantaloncini hanno un doppio bordo inferiore rosso-azzurro. I calzettoni presentano una banda rossa verticale sul retro. Il numero e il nome sulla maglia sono di colore azzurro mentre il numero sui calzoncini è di colore bianco.
La terza divisa presenta maglia, pantaloncini e calzettoni con colore principale nero. La maglia presenta sul petto una banda orizzontale rosso-azzurra, fregi rossi e azzurri sopra di essa mentre la manica destra presenta un bordo azzurro, quella sinistra un bordo rosso. I pantaloncini hanno una doppio bordo inferiore rosso-azzurro. I calzettoni presentano una banda rossa verticale sul retro. Il numero sul dorso e sui calzoncini, e il nome sono di colore bianco.
| Prima divisa | Seconda divisa | Terza divisa |

## Organigramma societario
ORGANI DI AMMINISTRAZIONE E CONTROLLO
Consiglio di amministrazione
- Presidente: Antonino Pulvirenti
- Presidente onorario: Ignazio Marcoccio
- Vice Presidente: Angelo Vitaliti
- Amministratore delegato: Pietro Lo Monaco

Collegio sindacale
- Presidente: Vincenzo Patti
- Sindaco: Vera Toscano, Giuseppe Caruso

AREE E MANAGEMENT
Area gestione aziendale
- Direttore generale: Pietro Lo Monaco
- Responsabile amministrativo: Carmelo Milazzo
- Segretario generale: Claudio Cammarata
- Segretario sportivo: Giorgio Borbone
- Responsabile logistica e pubbliche relazioni: Giuseppe Franchina
- Consulente legale: Giulia Nicolosi, Michele Scacciante, Paola Santagati, Gianmarco Abbadessa
- Responsabile sicurezza: Arturo Magni
- Magazzinieri: Antonio Pennisi, Alessandro Musumeci

Area comunicazione
- Responsabile comunicazione: Ramona Morelli
- Addetto stampa: Angelo Scaltriti
- Web Designer: Fabio De Luca
- Fotografo: Filippo Galtieri

Area marketing
- Responsabile area marketing: Maurizio Ciancio
- Marketing manager: Antonio Carbone

Area sportiva
- Direttore sportivo: Giuseppe Bonanno
- Responsabile settore giovanile: Alessandro Failla
- Team Manager: Maurizio Patti

Area tecnica
- Allenatore: Walter Zenga
- Allenatore in seconda: Giuseppe Irrera
- Collaboratore tecnico: Gianni Vio
- Preparatore atletico: Alberto Bartali
- Preparatore dei portieri: Marco Onorati

Area sanitaria
- Responsabile sanitario: Antonio Licciardello
- Medici sociali: Alfio Scudero, Francesco Riso
- Fisioterapista: Giuseppe Dispinzieri
- Massaggiatori: Salvatore Libra, Carmelo Cutroneo

## Rosa
| N. |                       | Ruolo | Calciatore              |
| -- | --------------------- | ----- | ----------------------- |
| 1  | Argentina (bandiera)  | P     | Albano Bizzarri         |
| 2  | Italia (bandiera)     | D     | Gennaro Sardo           |
| 2  | Italia (bandiera)     | D     | Alessandro Potenza      |
| 3  | Italia (bandiera)     | D     | Rocco Sabato            |
| 3  | Italia (bandiera)     | D     | Gerardo Strumbo         |
| 4  | Argentina (bandiera)  | D     | Matías Silvestre        |
| 5  | Argentina (bandiera)  | C     | Ezequiel Alejo Carboni  |
| 6  | Italia (bandiera)     | D     | Lorenzo Stovini         |
| 7  | Italia (bandiera)     | A     | Giuseppe Mascara        |
| 8  | Argentina (bandiera)  | C     | Pablo Ledesma           |
| 9  | Italia (bandiera)     | A     | Michele Paolucci        |
| 10 | Romania (bandiera)    | A     | Nicolae Dică            |
| 11 | Argentina (bandiera)  | C     | Cristian Llama          |
| 12 | Slovacchia (bandiera) | P     | Tomáš Košický           |
| 13 | Argentina (bandiera)  | C     | Mariano Julio Izco      |
| 14 | Argentina (bandiera)  | D     | Pablo Sebastián Álvarez |
| 14 | Italia (bandiera)     | A     | Vito Falconieri         |
| 15 | Giappone (bandiera)   | A     | Takayuki Morimoto       |

| N. |                    | Ruolo | Calciatore                |
| -- | ------------------ | ----- | ------------------------- |
| 16 | Italia (bandiera)  | A     | Gianvito Plasmati         |
| 17 | Italia (bandiera)  | C     | Davide Baiocco (capitano) |
| 18 | Italia (bandiera)  | A     | Andrea Catellani          |
| 18 | Italia (bandiera)  | C     | Andrea D'Amico            |
| 19 | Italia (bandiera)  | C     | Giacomo Tedesco           |
| 20 | Italia (bandiera)  | A     | Mirco Antenucci           |
| 20 | Italia (bandiera)  | P     | Paolo Acerbis             |
| 21 | Italia (bandiera)  | D     | Cristian Silvestri        |
| 22 | Italia (bandiera)  | C     | Francesco Millesi         |
| 23 | Italia (bandiera)  | D     | Christian Terlizzi        |
| 24 | Italia (bandiera)  | A     | Gionatha Spinesi          |
| 25 | Uruguay (bandiera) | A     | Jorge Andrés Martínez     |
| 26 | Ghana (bandiera)   | C     | Mark Edusei               |
| 26 | Italia (bandiera)  | A     | Fabio Sciacca             |
| 27 | Italia (bandiera)  | C     | Marco Biagianti           |
| 28 | Italia (bandiera)  | C     | Giuseppe Colucci          |
| 29 | Italia (bandiera)  | P     | Ciro Polito               |
| 33 | Italia (bandiera)  | D     | Ciro Capuano              |

## Calciomercato

### Sessione estiva(dal 1/7 al 1/9)
| Acquisti | Acquisti          | Acquisti          | Acquisti                          |
| R.       | Nome              | da                | Modalità                          |
| -------- | ----------------- | ----------------- | --------------------------------- |
| P        | Tomáš Košický     | Inter Bratislava  | definitivo (0 milioni €)          |
| D        | Marco Di Fatta    | Sansovino         | fine prestito                     |
| D        | Matteo Gritti     | Fidelis Andria    | fine prestito                     |
| D        | Raffaele Imparato | Juve Stabia       | definitivo                        |
| C        | Rosario Bucolo    | Catanzaro         | fine prestito                     |
| C        | Ezequiel Carboni  | Salisburgo        | definitivo (0 milioni €)          |
| C        | Pablo Ledesma     | Boca Juniors      | definitivo (2,4 milioni €)        |
| C        | Cristian Llama    | Newell's Old Boys | fine prestito                     |
| C        | Adriano Mezavilla | Pisa              | definitivo                        |
| C        | Francesco Millesi | Spezia            | fine prestito                     |
| C        | Antonino Profeta  | Cosenza           | comproprietà                      |
| A        | Mirco Antenucci   | Venezia           | fine prestito                     |
| A        | Babú              | Triestina         | fine prestito                     |
| A        | Andrea Catellani  | Reggiana          | compartecipazione (0,5 milioni €) |
| A        | Nicolae Dică      | Steaua Bucarest   | definitivo (2,4 milioni €)        |
| A        | Julian Di Cosmo   | Igea Virtus       | definitivo (0 milioni €)          |
| A        | Vito Falconieri   | Catanzaro         | fine prestito                     |
| A        | Gianvito Plasmati | Foggia            | definitivo                        |
| A        | Michele Paolucci  | Udinese           | prestito                          |

| Cessioni | Cessioni           | Cessioni    | Cessioni                    |
| R.       | Nome               | a           | Modalità                    |
| -------- | ------------------ | ----------- | --------------------------- |
| P        | Raffaele Ioime     | Legnano     | prestito                    |
| P        | Generoso Rossi     | Triestina   | fine prestito               |
| D        | Marco Di Fatta     | Pistoiese   | prestito                    |
| D        | Marcello Gazzola   | Avellino    | prestito                    |
| D        | Matteo Gritti      | Juve Stabia | prestito                    |
| D        | Raffaele Imparato  | Paganese    | prestito                    |
| D        | Andrea Sottil      | Rimini      | definitivo (0 milioni €)    |
| D        | Juan Manuel Vargas | Fiorentina  | definitivo (11,5 milioni €) |
| C        | Rosario Bucolo     | Reggiana    | compartecipazione           |
| C        | Adriano Mezavilla  | Perugia     | prestito                    |
| A        | Babú               | Avellino    | prestito                    |
| A        | Andrea Catellani   | Modena      | prestito                    |
| A        | Julian Di Cosmo    | Paganese    | prestito                    |
| A        | Vito Falconieri    | Reggiana    | prestito                    |
| A        | Piá                | Napoli      | fine prestito               |

### Sessione invernale(dal 7/1 al 2/2)
| Acquisti | Acquisti            | Acquisti | Acquisti              |
| R.       | Nome                | da       | Modalità              |
| -------- | ------------------- | -------- | --------------------- |
| P        | Paolo Acerbis       | Grosseto | prestito              |
| D        | Alessandro Potenza  | Genoa    | comp. (1,3 milioni €) |
| D        | Ciro Capuano        | Palermo  | prestito              |
| A        | Julian Di Cosmo     | Paganese | fine prestito         |
| A        | Giovanni Longobardi | Olbia    | fine prestito         |
| A        | Vito Falconieri     | Reggiana | fine prestito         |

| Cessioni | Cessioni                | Cessioni        | Cessioni                   |
| R.       | Nome                    | a               | Modalità                   |
| -------- | ----------------------- | --------------- | -------------------------- |
| P        | Ciro Polito             | Grosseto        | prestito                   |
| D        | Pablo Sebastián Álvarez | Rosario Central | prestito (0,1 milioni €)   |
| D        | Rocco Sabato            | -               | risoluzione consensuale    |
| D        | Gennaro Sardo           | Chievo          | prestito                   |
| C        | Giuseppe Colucci        | Chievo          | definitivo (0,1 milioni €) |
| C        | Mark Edusei             | Bari            | definitivo (0,1 milioni €) |
| A        | Mirco Antenucci         | Pisa            | prestito                   |
| A        | Julian Di Cosmo         | Fidelis Andria  | prestito                   |
| A        | Giovanni Longobardi     | Pavia           | prestito                   |
| A        | Gianvito Plasmati       | Atalanta        | prestito (0,5 milioni €)   |

## Risultati

### Serie A

#### Girone di andata
| Arbitro: | Girardi (San Donà di Piave) |

|             |           |  |
| Mascara 61’ | Marcatori |  |

| Arbitro: | Damato (Barletta) |

|                                        |           |              |
| Mascara 43’ (aut.) Terlizzi 48’ (aut.) | Marcatori | 42’ Plasmati |

| Arbitro: | Ciampi (Roma) |

|              |           |  |
| Paolucci 59’ | Marcatori |  |

| Arbitro: | Pierpaoli (Firenze) |

|            |           |              |
| Amauri 16’ | Marcatori | 68’ Plasmati |

| Arbitro: | Russo (Nola) |

|              |           |  |
| Paolucci 16’ | Marcatori |  |

| Arbitro: | Trefoloni (Siena) |

|           |           |              |
| Costa 80’ | Marcatori | 69’ Paolucci |

| Arbitro: | Rocchi (Firenze) |

|                                 |           |  |
| Martínez 69’ Mascara 87’ (rig.) | Marcatori |  |

| Arbitro: | Stefanini (Prato) |

|            |           |                    |
| Calaiò 75’ | Marcatori | 80’ (rig.) Mascara |

| Arbitro: | Banti (Livorno) |

|  |           |                              |
|  | Marcatori | 13’ Sanchez 82’ Quagliarella |

| Arbitro: | Gava (Conegliano) |

|            |           |  |
| Foggia 85’ | Marcatori |  |

| Arbitro: | Romeo (Verona) |

|                        |           |         |
| Mascara 37’ Sabato 87’ | Marcatori | 6’ Jeda |

| Arbitro: | Gervasoni (Mantova) |

|                      |           |                               |
| Mascara 8’, 39’, 80’ | Marcatori | 6’ Colombo 50’ (rig.) Amoruso |

| Arbitro: | Tommasi (Bassano del Grappa) |

|                                |           |  |
| Bellucci 6’ Cassano 62’, 90+1’ | Marcatori |  |

| Arbitro: | Dondarini (Finale Emilia) |

|              |           |              |
| Paolucci 61’ | Marcatori | 69’ Castillo |

| Arbitro: | Gervasoni (Mantova) |

|          |           |  |
| Kaká 65’ | Marcatori |  |

| Arbitro: | De Marco (Chiavari) |

|                        |           |  |
| Mutu 56’ Gilardino 79’ | Marcatori |  |

| Arbitro: | Rosetti (Torino) |

|                               |           |                       |
| Baiocco 34’ Morimoto 40’, 56’ | Marcatori | 74’ Vučinić 78’ Ménez |

| Arbitro: | Celi (Bari) |

|            |           |  |
| Maggio 80’ | Marcatori |  |

| Arbitro: | Ayroldi (Molfetta) |

|              |           |                          |
| Paolucci 85’ | Marcatori | 49’ Di Vaio 54’ Adaílton |

#### Girone di ritorno
| Arbitro: | Banti (Livorno) |

|            |           |              |
| Milito 73’ | Marcatori | 67’ Martínez |

| Arbitro: | Rocchi (Firenze) |

|  |           |                              |
|  | Marcatori | 5’ Stanković 71’ Ibrahimović |

| Arbitro: | Dondarini (Finale Emilia) |

|              |           |  |
| Guarente 24’ | Marcatori |  |

| Arbitro: | Morganti (Ascoli Piceno) |

|              |           |                            |
| Morimoto 51’ | Marcatori | 11’ Iaquinta 90+1’ Poulsen |

| Arbitro: | Bergonzi (Genova) |

|               |           |                    |
| Colucci 90+2’ | Marcatori | 12’ (rig.) Ledesma |

| Arbitro: | Mazzoleni (Bergamo) |

|                         |           |  |
| Capuano 35’ Potenza 74’ | Marcatori |  |

| Arbitro: | Rosetti (Torino) |

|  |           |                                                   |
|  | Marcatori | 14’ Ledesma 37’ Morimoto 44’ Mascara 65’ Paolucci |

| Arbitro: | Peruzzo (Schio) |

|  |           |                                      |
|  | Marcatori | 9’ Maccarone 69’ Ghezzal 90’ Jarolím |

| Arbitro: | Valeri (Roma) |

|                  |           |             |
| Quagliarella 71’ | Marcatori | 25’ Mascara |

| Arbitro: | Brighi (Cesena) |

|              |           |  |
| Paolucci 24’ | Marcatori |  |

| Arbitro: | Pinzani (Empoli) |

|           |           |  |
| Matri 80’ | Marcatori |  |

| Arbitro: | Orsato (Schio) |

|                        |           |              |
| Bianchi 82’ Natali 88’ | Marcatori | 85’ Martínez |

| Arbitro: | Velotto (Grosseto) |

|                                 |           |  |
| Mascara 39’ (rig.) Martínez 48’ | Marcatori |  |

| Arbitro: | Gervasoni (Mantova) |

|                           |           |              |
| Munari 11’ Tiribocchi 25’ | Marcatori | 47’ Martínez |

| Arbitro: | De Marco (Chiavari) |

|  |           |                      |
|  | Marcatori | 27’ Inzaghi 51’ Kaká |

| Arbitro: | Rizzoli (Bologna) |

|  |           |                         |
|  | Marcatori | 11’ Jovetić 90+3’ Zauri |

| Arbitro: | Gava (Conegliano) |

|                                             |           |                                      |
| Perrotta 13’, 31’ Vučinić 17’ Panucci 90+1’ | Marcatori | 15’ Tedesco 47’ Mascara 72’ Morimoto |

| Arbitro: | Baracani (Firenze) |

|                                                  |           |                |
| Morimoto 42’ Mascara 88’ (rig.) Falconieri 90+1’ | Marcatori | 28’ Bogliacino |

| Arbitro: | Banti (Livorno) |

|                                     |           |              |
| Mingazzini 5’ Terzi 26’ Di Vaio 68’ | Marcatori | 50’ Morimoto |

### Coppa Italia

#### Turni preliminari
| Arbitro: | Romeo (Verona) |

|                     |           |             |
| Paolucci 105’, 110’ | Marcatori | 117’ Troest |

| Arbitro: | Pinzani (Empoli) |

|                                       |           |  |
| Dică 24’ Morimoto 30’, 89’ Sabato 62’ | Marcatori |  |

#### Fase finale
| Arbitro: | Banti (Livorno) |

|                                          |           |  |
| Marchionni 4’ Giovinco 68’ Del Piero 70’ | Marcatori |  |

## Statistiche

### Statistiche di squadra
| Competizione | Punti | In casa | In casa | In casa | In casa | In casa | In casa | In trasferta | In trasferta | In trasferta | In trasferta | In trasferta | In trasferta | Totale | Totale | Totale | Totale | Totale | Totale | DR  |
| Competizione | Punti | G       | V       | N       | P       | Gf      | Gs      | G            | V            | N            | P            | Gf           | Gs           | G      | V      | N      | P      | Gf     | Gs     | DR  |
| ------------ | ----- | ------- | ------- | ------- | ------- | ------- | ------- | ------------ | ------------ | ------------ | ------------ | ------------ | ------------ | ------ | ------ | ------ | ------ | ------ | ------ | --- |
| Serie A      | 43    | 19      | 11      | 1       | 7       | 24      | 22      | 19           | 1            | 6            | 12           | 17           | 29           | 38     | 12     | 7      | 19     | 41     | 51     | -10 |
| Coppa Italia |       | 2       | 2       | 0       | 0       | 6       | 1       | 1            | 0            | 0            | 1            | 0            | 3            | 3      | 2      | 0      | 1      | 6      | 4      | +2  |
| Totale       |       | 21      | 13      | 1       | 7       | 30      | 23      | 20           | 1            | 6            | 13           | 17           | 32           | 41     | 14     | 7      | 20     | 47     | 55     | -8  |

### Andamento in campionato
| Giornata  | 1 | 2  | 3 | 4 | 5 | 6 | 7 | 8 | 9 | 10 | 11 | 12 | 13 | 14 | 15 | 16 | 17 | 18 | 19 | 20 | 21 | 22 | 23 | 24 | 25 | 26 | 27 | 28 | 29 | 30 | 31 | 32 | 33 | 34 | 35 | 36 | 37 | 38 |
| --------- | - | -- | - | - | - | - | - | - | - | -- | -- | -- | -- | -- | -- | -- | -- | -- | -- | -- | -- | -- | -- | -- | -- | -- | -- | -- | -- | -- | -- | -- | -- | -- | -- | -- | -- | -- |
| Luogo     | C | T  | C | T | C | T | C | T | C | T  | C  | C  | T  | C  | T  | T  | C  | T  | C  | T  | C  | T  | C  | T  | C  | T  | C  | T  | C  | T  | T  | C  | T  | C  | C  | T  | C  | T  |
| Risultato | V | P  | V | N | V | N | V | N | P | P  | V  | V  | P  | N  | P  | P  | V  | P  | P  | N  | P  | P  | P  | N  | V  | V  | P  | N  | V  | P  | P  | V  | P  | P  | P  | P  | V  | P  |
| Posizione | 7 | 12 | 5 | 7 | 5 | 7 | 3 | 6 | 8 | 10 | 9  | 7  | 9  | 8  | 10 | 12 | 9  | 10 | 12 | 13 | 13 | 13 | 14 | 14 | 13 | 13 | 13 | 13 | 12 | 13 | 15 | 12 | 14 | 15 | 15 | 15 | 14 | 15 |

Legenda:

Luogo: C = Casa; T = Trasferta. Risultato: V = Vittoria; N = Pareggio; P = Sconfitta.

### Statistiche dei giocatori
Sono in corsivo i calciatori che hanno lasciato la società a stagione in corso.
| Giocatore     | Serie A  | Serie A | Serie A     | Serie A    | Coppa Italia | Coppa Italia | Coppa Italia | Coppa Italia | Totale   | Totale | Totale      | Totale     |
| Giocatore     | Presenze | Reti    | Ammonizioni | Espulsioni | Presenze     | Reti         | Ammonizioni  | Espulsioni   | Presenze | Reti   | Ammonizioni | Espulsioni |
| ------------- | -------- | ------- | ----------- | ---------- | ------------ | ------------ | ------------ | ------------ | -------- | ------ | ----------- | ---------- |
| P. Acerbis    | 1        | -3      | 0           | 0          | 0            | 0            | 0            | 0            | 1        | -3     | 0           | 0          |
| P.S. Alvarez  | 8        | 0       | 1           | 0          | 2            | 0            | 1            | 0            | 10       | 0      | 2           | 0          |
| M. Antenucci  | 4        | 0       | 0           | 0          | 2            | 0            | 0            | 0            | 6        | 0      | 0           | 0          |
| D. Baiocco    | 19       | 1       | 6           | 0          | 2            | 0            | 0            | 0            | 21       | 1      | 6           | 0          |
| M. Biagianti  | 34       | 0       | 2           | 0          | 2            | 0            | 1            | 0            | 36       | 0      | 3           | 0          |
| A. Bizarri    | 32       | -37     | 3           | 0          | 2            | -3           | 0            | 0            | 34       | -40    | 3           | 0          |
| C. Capuano    | 18       | 1       | 0           | 0          | 0            | 0            | 0            | 0            | 18       | 1      | 0           | 0          |
| E.A. Carboni  | 25       | 0       | 6           | 0          | 2            | 0            | 0            | 0            | 27       | 0      | 6           | 0          |
| A. D'Amico    | 2        | 0       | 1           | 0          | 0            | 0            | 0            | 0            | 2        | 0      | 1           | 0          |
| N. Dică       | 3        | 0       | 1           | 0          | 2            | 1            | 0            | 0            | 5        | 1      | 1           | 0          |
| V. Falconieri | 3        | 1       | 0           | 0          | 0            | 0            | 0            | 0            | 3        | 1      | 0           | 0          |
| M.J. Izco     | 27       | 0       | 1           | 1          | 3            | 0            | 0            | 0            | 30       | 0      | 1           | 1          |
| T. Košický    | 5        | -13     | 0           | 0          | 1            | 0            | 0            | 0            | 6        | -13    | 0           | 0          |
| P. Ledesma    | 24       | 2       | 4           | 0          | 1            | 0            | 1            | 0            | 25       | 2      | 5           | 0          |
| C. Llama      | 16       | 0       | 0           | 0          | 2            | 0            | 1            | 0            | 18       | 0      | 1           | 0          |
| J. Martínez   | 30       | 5       | 4           | 0          | 2            | 0            | 0            | 0            | 32       | 5      | 4           | 0          |
| G. Mascara    | 34       | 12      | 5           | 0          | 1            | 0            | 1            | 0            | 35       | 12     | 6           | 0          |
| T. Morimoto   | 23       | 7       | 4           | 0          | 1            | 2            | 0            | 0            | 24       | 9      | 4           | 0          |
| M. Paolucci   | 26       | 7       | 4           | 1          | 2            | 2            | 0            | 0            | 28       | 9      | 4           | 1          |
| G. Plasmati   | 13       | 2       | 1           | 0          | 2            | 0            | 0            | 0            | 15       | 2      | 1           | 0          |
| A. Potenza    | 11       | 1       | 1           | 0          | 0            | 0            | 0            | 0            | 11       | 1      | 1           | 0          |
| R. Sabato     | 7        | 1       | 1           | 0          | 2            | 1            | 0            | 0            | 9        | 2      | 1           | 0          |
| G. Sardo      | 14       | 0       | 4           | 0          | 2            | 0            | 1            | 0            | 16       | 0      | 5           | 0          |
| F. Sciacca    | 6        | 0       | 2           | 1          | 0            | 0            | 0            | 0            | 6        | 0      | 2           | 1          |
| M. Silvestre  | 35       | 0       | 7           | 0          | 3            | 0            | 0            | 0            | 38       | 0      | 7           | 0          |
| C. Silvestri  | 24       | 0       | 4           | 0          | 2            | 0            | 0            | 0            | 26       | 0      | 4           | 0          |
| G. Spinesi    | 8        | 0       | 0           | 0          | 0            | 0            | 0            | 0            | 8        | 0      | 0           | 0          |
| L. Stovini    | 31       | 0       | 5           | 1          | 1            | 0            | 1            | 0            | 32       | 0      | 6           | 1          |
| G. Tedesco    | 31       | 1       | 9           | 0          | 1            | 0            | 0            | 0            | 32       | 1      | 9           | 0          |
| C. Terlizzi   | 19       | 0       | 4           | 0          | 1            | 0            | 0            | 0            | 20       | 0      | 4           | 0          |

## Giovanili

### Organigramma societario
Area direttiva
- Presidente: Lino Gurrisi
- Responsabile: Alessandro Failla, Roberto Buttò
- Segretario settore giovanile: Giorgio Borbone

Area organizzativa
- Dirigente accompagnatore Primavera: Antonio Varsallona
- Dirigente accompagnatore squadre nazionali: Alessandro Musumeci
- Dirigente accompagnatore squadre regionali: Ettore Gaziano, Riccardo Laudani, Raffaele Cucinotta, Antonio Beccaria
- Dirigente accompagnatore squadre Esordienti: Salvatore Di Grazia, Orazio Leone

Area tecnica
- Allenatore Primavera: Giovanni Pulvirenti
- Allenatore Allievi Nazionali: Ezio Raciti
- Allenatore Giovanissimi Nazionali: Salvatore Amura
- Allenatore Allievi Regionali squadra A: Roberto La Causa
- Allenatore Allievi Regionali squadra B: Giuseppe Spada
- Allenatore Giovanissimi Regionali squadra A: Mario Giuffrida
- Allenatore Giovanissimi Regionali squadra B: Fabio Zoccoli
- Allenatore Esordienti 1996: Paolo Riela
- Allenatore Esordienti 1997: Francesco Santonocito